# 卡纳维拉尔角空军基地17号航天发射台
卡纳维拉尔角17号航天发射复合体 (SLC-17)，即以前的17号发射复合体 (LC-17) 是位于美国佛罗里达州梅里特岛的一座发射场。
始建于1956年，用于PGM-17托尔导弹的发射，这是美国军工史上第一种弹道导弹。 目前该发射场发射德尔塔系列火箭，以将月球及行星探测器，太阳观测器和气象卫星送入太空。
LC-17在卡纳维拉尔角空军基地有两个发射台：17-A和17-B。 两个发射台已承担了300余次美国国防部，NASA和商业导弹和火箭的发射任务。
17-A于1957年8月3日承担首次托尔导弹发射，17-B于同年1月25日承担首次托尔导弹发射。60年代早期，两个发射台经历改造后用于发射一系列由托尔衍生而来的一次性运载器。 即德尔塔系列火箭。
35%的早期德尔塔火箭都是在1960年至1965年从17号发射复合体发射的。当时该发射场由美国空军控制。 空军在1965年将发射场移交给NASA，但是1988年空军由收回发射场以用于德尔塔二号计划。
德尔塔二号在随后十年中陆续发射，而17-B在1997年开始进行改造以用于新一代的德尔塔三号发射。 德尔塔三号于2000年8月23日在17-B首飞成功。
NASA使用该发射场进行的主要任务是探索者计划，先驱者计划，所有轨道太阳观测器，太陽極大期任務衛星，生物卫星，可视红外观测卫星（TIROS），靜止環境觀測衞星(GOES)。
2011年9月，LC-17完成了最后一次发射，将搭载重力回溯及內部結構實驗室的德尔塔二号火箭发射升空。之后的德尔塔二号火箭发射任务全部转移至加利福尼亚州范登堡空军基地。2018年7月12日，17-A和17-B两座发射塔经可控爆破拆除，为月球快遞提供场地建设月球着陆器测试场。